# اوفر بار-یوسف
اوفر بار-یوسف (Ofer Bar-Yosef; عبری: עופר בר-יוסף‎؛ تلفظ عبری: اوفغ باغ-یوسف؛ ۲۹ اوت ۱۹۳۷–۱۴ مارس ۲۰۲۰) باستان‌شناس و مردم‌شناس اسرائیلی، که زمینهٔ اصلی مطالعهٔ او دورهٔ پارینه‌سنگی بود.
بار-یوسف از سال ۱۹۶۷م. با عنوان استاد باستان‌شناسی دورهٔ پیش از تاریخ در دانشگاه عبری اورشلیم تدریس کرد، جاییکه پیش از این در دهه ۱۹۶۰م. در مقاطع کارشناسی و کارشناسی ارشد باستان‌شناسی تحصیل کرده بود. در سال ۱۹۸۸م. به ایالات متحده آمریکا مهاجرت کرد و به عنوان استاد باستان‌شناسی دورهٔ پیش از تاریخ در دانشگاه هاروارد تدریس کرد، وی در زمان بازنشستگی در موزه باستان‌شناسی و قوم‌شناسی پی‌بادی مسئول بخش باستان‌شناسی پارینه‌سنگی شد.
او به‌طور گسترده در محوطه‌های پیش از تاریخ لوانت (شام) از جمله غار کبارا، دهکده آغاز نوسنگی نِتیو هاگدود، و همچنین در مکان‌های پارینه‌سنگی و نوسنگی در چین و گرجستان کاوش کرده‌است.

## انتشارات برگزیده
- فرهنگ ناتوفی در شام (ویرایش)، تک نگاری‌های بین‌المللی در ماقبل تاریخ، ۱۹۹۲.
- گاهشماری کواترنر پسین و دیرین اقلیم‌های مدیترانه شرقی. رادیوکربن، ۱۹۹۴.
- فصلی و نشست‌گرایی: دیدگاه‌های باستان‌شناسی از سایت‌های جهان قدیم و جدید، (ویرایش)، موزه باستان‌شناسی و قوم‌شناسی پی بادی، ۱۹۹۸.
- (با بلفر-کوهن، الف) از آفریقا تا اوراسیا - پراکندگی‌های اولیه. کواترنر بین‌المللی ۷۵:۱۹–۲۸، ۲۰۰۱.